# Бакти
Бакти́ (каз. Бақты) — село у складі Каркаралінського району Карагандинської області Казахстану. Адміністративний центр Бактинського сільського округу.
Населення — 622 особи (2021; 967 у 2009, 902 у 1999, 1149 у 1989).
Національний склад станом на 1989 рік:
- казахи — 100 %.